# Sanningen om 20 juli
Sanningen om 20 juli, originaltitel: Es geschah am 20. Juli, är en västtysk film från 1955 regisserad av Georg Wilhelm Pabst.

## Handling
Filmen är en dramatisering av mordförsöket på Adolf Hitler den 20 juli 1944.

## Tillkomst och visningar
Filmen är inspelad i Coburg och München. Den hade världspremiär i Västtyskland den 19 juni 1955.

## Rollista
- Bernhard Wicki – Överste Claus Schenk von Stauffenberg
- Karl Ludwig Diehl – Generalöverste Ludwig Beck
- Carl Wery – Generalöverste Friedrich Fromm
- Kurt Meisel – Obergruppenführer
- Erik Frey – General Friedrich Olbricht
- Albert Hehn – Major Otto Ernst Remer
- Til Kiwe – Överstelöjtnant Werner von Haeften
- Jochen Hauer – Generalfältmarskalk Wilhelm Keitel
- Annemarie Sauerwein – fru Olbricht
- Jaspar von Oertzen – Överste Albrecht Mertz von Quirnheim
- Willy Krause – Joseph Goebbels
- Ernst Fritz Fürbringer – Generalfältmarskalk Erwin von Witzleben
- Hans Cossy – General Erich Fellgiebel
- Malte Jäger – Berthold von Stauffenberg
- Rolf Neuber – Adolf Hitler